# لیوینگستون (نیوجرسی)
لیوینگستون (به انگلیسی: Livingston) شهری در ایالت نیوجرسی کشور ایالات متحده آمریکا است که جمعیت آن در سرشماری سال ۲۰۱۰ میلادی، ۲۹٬۳۶۶ نفر بوده‌است.